# 천정가오
천정가오(진정고, 중국어 정체자: 陳政高, 병음: Chén Zhènggāo, 1952년 3월~2024년 6월 16일)는 중화인민공화국의 정치인이다. 제17기 중국공산당 중앙위원회 후보위원과 제18기 중앙위원, 랴오닝성 성장을 역임했다.
랴오닝성 하이청시 출신으로 1972년 2월 중국 공산당에 입당했다. 대령해양대학교에서 해양선박운전학을 전공한 후 동북재경대학에서 재정금융학을 전공하여 경제학 석사 학위를 받았다. 중국공산당 제17기 중앙후보위원과 제18기 중앙위원을 지냈다. 랴오닝성 인민정부 성장과 주택도시농촌건설부 부장을 역임했다.